# Antoine Busche
Pour les articles homonymes, voir Busche.
Antoine Busche né à Paris le 25 janvier 1776 et mort le 28 octobre 1856, est un haut fonctionnaire français, préfet du Ier Empire. 

## Biographie
Antoine Busche est le fils d'un procureur à Paris destitué à la Révolution et qui s'est réfugié en Auvergne. Antoine, resté à Paris, y suit parallèlement les études de l'école polytechnique et l'école des mines. Officier du corps des Mines puis ingénieur à bord de la corvette Le Naturaliste (1801/1802). 
Il entre au ministère de la Guerre où il est protégé par Charles-François Lebrun à qui sa femme est apparentée. Il suit en 1810 Lebrun lors du séjour de celui-ci aux Pays-Bas, où il est ensuite du 28 octobre 1810 à décembre 1811 membre du Conseil de Liquidation à Amsterdam dont le président est Joseph-Dominique Louis. Ce conseil doit régler le payement des dettes laissés par le Royaume de Hollande à la suite de l'annexion à l'Empire Français.    
Il entre comme auditeur au Conseil d'État le 19 janvier 1810. Il participe avec Beyle et Bergognié à la campagne de Russie. Pendant l'incendie de Moscou, il doit errer errer de palais en palais et enfin se loger avec Beyle et Bergognié à l'École de médecine. Lui et Bergognié sont récompensés par une des dix-sept préfectures données au mois de mars-avril 1813.
Il devient préfet des Deux-Sèvres le 12 mars 1813 en remplacement du baron Dupin et reste en poste sous la Première Restauration puis, par décret de Napoléon du 6 avril 1815 pendant les Cent-Jours. Il est remplacé le 14 juillet 1815. Apprécié par la population du département, l'arrondissement de Parthenay le présente candidat aux élections, mais il ne sera pas élu. 
Il occupe à partir de 1816 le poste de directeur de la réserve d'approvisionnements de Paris. Dans ses temps libres il s'adonne à l'astronomie à l'observatoire de Paris. 
Il meurt en 1856. Il avait deux fils, l'un est mort en mer.

## Honneurs
- Chevalier de la Légion d'honneur, novembre 1814